# جول الشيخ (شبوة)
جول الشيخ هي إحدى قرى الجمهورية اليمنية. تتبع جغرافيا لمحافظة شبوة و إداريًا لمديرية ميفعة. يبلغ تعداد سكانها 2259 نسمة حسب الإحصاء الذي جرى عام 2004.